# Covasna (Stadt)
Covasna (Ausspracheⓘ, deutsch Kovasna, ungarisch Kovászna) ist eine Stadt mit rund 10.000 Einwohnern im Kreis Covasna in Siebenbürgen, Rumänien.

## Etymologie
Der Ursprung des Stadtnamens ist ungeklärt. Eine mögliche Herleitung geht auf das slawische Wort kvas zurück, was bitter bedeutet und sich auf den Geschmack der Mineralwasserquellen in der Stadt beziehen kann. Eine andere Theorie besagt, dass der Name Kovászna das Ergebnis einer Verschmelzung der Namen des in den lokalen Legenden auftauchenden Ritters Kó und des Wortes vászon (ungarisch Leinwand) ist, was so viel wie Kós Leinwand bedeutet.

## Geographische Lage
Covasna liegt ca. 35 Kilometer östlich der Kreishauptstadt Sfântu Gheorghe auf 500 m und gehört zum Szeklerland (Székelyföld), einem Gebiet Siebenbürgens, welches hauptsächlich von Ungarn bewohnt wird und immer noch stark durch die ehemalige Herrschaft der Habsburgermonarchie geprägt ist. Die Grenze Österreich-Ungarns verlief nur wenige Kilometer östlich von Covasna.

## Bevölkerung
Die Bevölkerung setzt sich aus Ungarn (60 %), Rumänen (31 %) und Roma (0,3 %) zusammen (Stand 2021).

## Wirtschaft
Covasna ist eine der ehemaligen Touristenhochburgen Rumäniens. Nach dem Zusammenbruch des Kommunismus wurden die meisten alten Hotels aufgegeben und teilweise durch neue Anlagen ersetzt, darunter auch moderne 4-Sterne-Hotels. Covasna wird „Stadt der 1000 Quellen“ genannt, da an verschiedenen Orten im Stadtgebiet teils natürliches, teils mit kohlensäurehaltiges Mineralwasser aus der Erde fließt. Der Ort ist auch für ein besonderes Kurangebot bekannt: Mit durch Mofetten aus der Erde aufsteigenden Gasen werden, neben anderen Erkrankungen, vor allem Herz-Kreislauf-Leiden behandelt.
Weitere bedeutende Wirtschaftszweige sind die Landwirtschaft und die Holzindustrie. Letztere wurde insbesondere durch einen Schneesturm im Jahr 2005 stark begünstigt. Dabei wurden weite Teile des Waldes, welcher Covasna umgibt, durch Windbruch zerstört. Die Notwendigkeit des Holz-Abtransports führte zur Entstehung zahlreicher Unternehmen im Holzverarbeitungsbereich.
Des Weiteren ist PepsiCo mit einem Werk in Covasna ansässig und stellt hier verschiedene Getränke her.

## Freizeit
In der Umgebung Covasnas gibt es viele Freizeit- und Sportmöglichkeiten (Skifahren, Reiten, Snowmobilfahren, Quadfahren, Jagen, Angeln usw.).

## Persönlichkeiten
Der Forscher Sándor Csoma (1784–1842), welcher im 19. Jahrhundert bis nach Indien gereist ist, um die Ursprünge der ungarischen Sprache zu erforschen, wurde nahe Covasna im Dorf Csomakőrös geboren.